# Bergoro
Bergoro è una storica frazione di Fagnano Olona in provincia di Varese.

## Storia
La frazione di Bergoro ha una storia plurisecolare.
Il nome deriva dalla radice germanica berga, che significa stanziamento. Il suo nome è legato, nella leggenda e nelle tradizioni più antiche, alla fontana della principessa longobarda Manigunda, che si servì dell'acqua della fonte per guarire da una malattia. 
La chiesa di San Materno è documentato che nel secolo XVI si trovasse in eminentiori loco vallis, cioè nel luogo più elevato rispetto alla valle. La località della pieve di Olgiate Olona è citata come Bergaro negli statuti delle strade e delle acque del contado di Milano.
Un documento  di Francesco Sforza del 1450 (Registro n. 2, missiva 95) precisa come Bergoro fosse originariamente distinto da Fagnano
"Capitaneo et commissario Seprii. Nobiles dilecti nostri, ad contemplacione del spectabel affine nostro misser Filipo Visconte siamo contenti et volemo che alli lochi et ville de Gorla Magiore, Cayrà et Bergera non gli lassati stare né allogiare soldato veruno delli nostri, così da pede como da cavalo, per finché havereti da noy altro in contrario. Laude, die xiiii augusti 1450."
(Francesco Sforza ordina che per riguardo a Filippo Visconti non si permette il passaggio di militari nelle località di Gorla Maggiore, Cairate e Bergoro. -   Francesco Sforza a Giovanni Antonio Raimondi e al commissario di Castelseprio 1450 agosto 14, Lodi).
Durante la visita pastorale del cardinale Federico Borromeo (1603) gli viene consegnato un memoriale perché si eriga in parrocchia la chiesa di San Giovanni in Bergoro. D’altra parte il cardinale ribadisce la necessità dell’esecuzione dei lavori che non erano ancora stati completati dalla precedente visita. 
Quando nel 1630 il bustese è colpito dalla peste in modo devastante, a Bergoro il morbo forse arriva in scarsa misura, tanto che i bergoresi inviano in questo periodo a Busto viveri (uova e granaglie) per aiutare la popolazione, avendone poi probabilmente la loro riconoscenza quando, volendo erigere la propria parrocchia, ebbero bisogno dell’appoggio e della benevolenza prevosto bustocco, nei confronti dell’arcivescovo, per avere la sospirata autorizzazione. 
Il 1º giugno 1647 con decreto dell'arcivescovo Cesare Monti, succeduto al cardinale Federico Borromeo, venne istituita la parrocchia di San Giovanni Battista a Bergoro.
Nel secolo XVII la comunità pagava separatamente la sua porzione di sale, ammontante a 24 staie.
Nel 1668, per sentenza magistrale, fu stabilita l’aggregazione di Bergoro al comune di Fagnano, confermata successivamente dal Senato di Milano. Da allora Fagnano con Bergoro vennero considerati come un'unica comunità. Nel Catasto detto Teresiano la mappa di I stazione di Fagnano, misurata dal geometra Andrea Tentorio dal 15 dicembre 1721 al 23 marzo 1722, considerò Bergoro ormai aggregato a Fagnano (Area virtuale, MUT 58).
Nel 1753, durante la visita dell’arcivescovo Giuseppe Pozzobonelli nella pieve di Busto Arsizio, il numero dei parrocchiani era di 210 di cui 150 comunicati. Entro i confini della parrocchia di Bergoro esisteva l’oratorio di San Rocco (Visita Pozzobonelli, Pieve di Busto Arsizio).
Nel 1901, all’epoca della prima visita pastorale dell’arcivescovo Andrea Carlo Ferrari nella pieve di Busto Arsizio, il reddito netto del beneficio parrocchiale assommava a lire 746: Il clero era costituito dal solo parroco e i parrocchiani erano 720. Nel territorio parrocchiale esisteva l’oratorio di San Rocco mentre nella chiesa parrocchiale era eretta la confraternita del Santissimo Sacramento. La parrocchia era di nomina arcivescovile (Visita Ferrari, I, Pieve di Busto Arsizio).

## Comunità Pastorale
La parrocchia di Bergoro, dedicata a San Giovanni Battista, eretta nel 1647, fa parte dal 2008 della Comunità Pastorale "Madonna della Selva", sorta dall'unione con le parrocchie fagnanesi di San Gaudenzio e Santa Maria Assunta.

## Infrastrutture e trasporti
La stazione di Cairate-Bergoro, attivata nel 1904, era posta lungo la ferrovia di Valmorea; privata del traffico passeggeri nel 1952, fu soppressa definitivamente nel 1977 assieme all'intera linea.